# صالح البريكي
صالح البريكي، من مواليد 27 فبراير 1977، لاعب كرة قدم كويتي سابق.
و هو يلعب مع نادي السالمية، وقد سجل هدف في نهائي كأس الأمير 2002/2003.

## روابط خارجية
- صالح البريكي على موقع الاتحاد الدولي (مؤرشف)  (الإنجليزية)
- صالح البريكي على موقع قاعدة بيانات كرة القدم.إي يو (الإنجليزية)
- صالح البريكي على موقع ناشيونال فوتبول تيمز (الإنجليزية)
- صالح البريكي على موقع عالم كرة القدم.نت (الإنجليزية)
- صالح البريكي على موقع أوليمبيديا (الإنجليزية)